# Unstoppable Momentum
Unstoppable Momentum es el decimocuarto álbum de estudio de Joe Satriani, lanzado el 7 de mayo de 2013 por Epic Records. El álbum alcanzó la posición n.º 42 en las listas Billboard estadounidenses. La gira promocional del disco dio inicio en mayo de 2014 en Europa, para continuar en Norteamérica y Sudamérica entre agosto y octubre del mismo año. 

## Lista de canciones
Toda la música compuesta por Joe Satriani. 
| N.º | Título                           | Duración |  |
| 1.  | «Unstoppable Momentum»           | 5:14     |  |
| 2.  | «Can't Go Back»                  | 3:58     |  |
| 3.  | «Lies and Truths»                | 4:44     |  |
| 4.  | «Three Sheets to the Wind»       | 3:22     |  |
| 5.  | «I'll Put a Stone on Your Cairn» | 1:42     |  |
| 6.  | «A Door into Summer»             | 4:16     |  |
| 7.  | «Shine On American Dreamer»      | 4:46     |  |
| 8.  | «Jumpin' In»                     | 5:11     |  |
| 9.  | «Jumpin' Out»                    | 3:51     |  |
| 10. | «The Weight of the World»        | 5:07     |  |
| 11. | «A Celebration»                  | 2:47     |  |

## Músicos
- Joe Satriani – guitarra, teclados, armónica, ingeniero de sonido, productor
- Mike Keneally – teclados
- Vinnie Colaiuta – batería
- Chris Chaney – bajo
- Mike Fraser – mezcla, producción

## Posición en las Listas
| Año  | Lista                            | Posición |
| ---- | -------------------------------- | -------- |
| 2013 | Billboard Álbumes de Hard Rock   | 1        |
| 2013 | Billboard Álbumes independientes | 7        |
| 2013 | Billboard Top                    | 13       |
| 2013 | Suiza                            | 32       |
| 2013 | Billboard 200                    | 42       |
| 2013 | República Checa                  | 36       |
| 2013 | Suecia                           | 54       |
| 2013 | Holanda                          | 59       |
| 2013 | Austria                          | 60       |
| 2013 | Alemania                         | 67       |
| 2013 | España                           | 70       |
| 2013 | Francia                          | 77       |
| 2013 | Bélgica                          | 82       |